# Mandarin-Wühlmaus
Die Mandarin-Wühlmaus (Lasiopodomys mandarinus) ist eine Nagetierart aus der Unterfamilie der Wühlmäuse (Arvicolinae). Sie kommt im Nordosten der Volksrepublik China bis in die Mongolei sowie in Russland und Korea vor.

## Merkmale
Die Mandarin-Wühlmaus erreicht eine Kopf-Rumpf-Länge von 9,7 bis 11,3 Zentimetern mit einem Schwanz von 2,0 bis 2,7 Zentimetern Länge. Die Hinterfußlänge beträgt 15 bis 18 Millimeter, die Ohrlänge 7 bis 12 Millimeter. Die Körperfärbung der Tiere ist rötlich- oder kastanienbraun bis dunkel graubraun. Die Bauchfärbung kann hell sandbraun bis dunkel graubraun sein. Bei helleren Tieren ist der Schwanz einfarbig sandbraun, bei dunkleren Tieren ist er oberseits graubraun und unterseits sandfarben. Auch die Oberseiten der Füße und Hände reicht in der Färbung von hell sandbraun bis dunkel graubraun. Besonders helle Individuen können mit Brandts Mongolische Wühlmaus (Lasiopodomys brandtii) verwechselt werden, da sie sich von dieser auch bezüglich der Zahn- und Schädelmerkmale kaum unterscheiden.
Der Schädel hat eine Länge von 24 bis 26 Millimetern. Wie bei allen Arten der Gattung sind die Molaren wurzellos und wachsen stetig nach.

## Verbreitung
Die Mandarin-Wühlmaus kommt im Nordosten der Volksrepublik China bis in die Mongolei sowie Russland und Korea vor. In China ist sie in Nei Mongol, Hebei, Shandong, Liaoning, Peking, Shaanxi, Shanxi, Henan, Jiangsu und Anhui anzutreffen. In Russland kommt die Art in Burjatien vor, die dortigen Populationen reichen bis in die nördliche Mongolei im Bereich des Orchon und des Selenga im nordwestlichen Changai-Gebirge.

## Lebensweise
Die Mandarin-Wühlmaus lebt in trockenen Bergsteppen in Höhen bis 3000 Metern. In der Regel kommt sie nicht in der Nähe von Wäldern vor, bevorzugt jedoch Gebiete nahe bei Wasserstellen und ist häufig in dichten Gebüschen an Flüssen, Seen und Teichen anzutreffen. Sie ernährt sich herbivor vor allem von unterirdischen Pflanzenteilen, hinzu kommen grüne Pflanzenteile und Kräuter. In Burjatien besteht die Hauptnahrung aus den dicken Wurzeln von Stellera chamaejasme. Die Tiere sind sozial und leben in der Regel in Familiengruppen, die einen gemeinsamen Bau bewohnen. Sie sind sehr ortstreu und bleiben im Bereich des Baus.
Im Sommer besteht eine Gruppe aus einem Männchen mit einem oder zwei geschlechtsreifen Weibchen sowie den Jungtieren aus einem bis drei Würfen. Im Durchschnitt leben 8 bis 9 Tiere in einem Bau, die Anzahl variiert zwischen 3 und 22 Tieren. Die Fortpflanzung findet vom März bis August statt, ein einzelner Wurf besteht aus zwei bis vier Jungtieren.

## Systematik
Die Mandarin-Wühlmaus wird als eigenständige Art innerhalb der Gattung Lasiopodomys eingeordnet, die aus drei Arten besteht. Die wissenschaftliche Erstbeschreibung stammt von dem französischen Zoologen Alphonse Milne-Edwards, das Typusexemplar stammt vermutlich aus der Nähe von „Saratsi“ in Shanxi.
Darrin Lunde und Andrew T. Smith beschreiben in Smith & Yan Xie 2009 für das Verbreitungsgebiet in China drei Unterarten:
- Lasiopodomys mandarinus faeceus: in Liaoning, Hebei, Beijing, Shandong, Jiangsu und Anhui
- Lasiopodomys mandarinus johannes: in Shanxi
- Lasiopodomys mandarinus mandarinus: im zentralen und südlichen Nei Mongol, dem südlichen Shanxi und dem nördlichen Henan.

Die Populationen im russischen Teil des Verbreitungsgebietes und im Norden der Mongolei werden der Unterart L. mandarinus vinogradovi zugeordnet.

## Status, Bedrohung und Schutz
Die Mandarin-Wühlmaus wird von der International Union for Conservation of Nature and Natural Resources (IUCN) als nicht gefährdet (least concern) eingeordnet. Begründet wird dies mit dem großen Verbreitungsgebiet dem häufigen Vorkommen der Art. Potenzielle Gefährdungsrisiken für die Art sind nicht bekannt. In Teilen des Gebietes wird die Überweidung durch Weidevieh für die Verschlechterung der Lebensräume verantwortlich gemacht, was vor allem in Trockenzeiten mit Austrocknung von Wasserstellen auch die Bestände der Mandarin-Wühlmaus beeinflusst.

## Belege
1. 1 2 3 4 5 6 7  Darrin Lunde, Andrew T. Smith: Mandarin Vole. In: Andrew T. Smith, Yan Xie: A Guide to the Mammals of China. Princeton University Press, Princeton NJ 2008, ISBN 978-0-691-09984-2, S. 228.
2. 1 2  Lasiopodomys mandarinus. In: Don E. Wilson, DeeAnn M. Reeder (Hrsg.): Mammal Species of the World. A taxonomic and geographic Reference. 2 Bände. 3. Auflage. Johns Hopkins University Press, Baltimore MD 2005, ISBN 0-8018-8221-4.
3. 1 2 3 4 5 6 7 8  Lasiopodomys mandarinus in der Roten Liste gefährdeter Arten der IUCN 2016.2. Eingestellt von: N. Batsaikhan, K. Tsytsulina, 2008. Abgerufen am 26. Oktober 2016.